# Universidade Federal do Norte do Tocantins
A Universidade Federal do Norte do Tocantins (UFNT) é uma instituição de ensino superior pública federal brasileira, multicampi, sediada na cidade de Araguaína, com campus em Tocantinópolis. A lei nº 13.856, que criou a instituição, foi sancionada em 8 julho de 2019, tornando-se vigente somente a partir de 9 julho de 2019, com sua publicação no Diário Oficial da União.
A UFNT é o resultado do desmembramento dos campi de Araguaína e Tocantinópolis da Universidade Federal do Tocantins, com previsão de criação dos campi de Xambioá e Guaraí.
Porém a universidade só tornou-se efetiva após a nomeação do corpo reitoral, em 9 de julho de 2020, encontrando-se em processo de consolidação.

## História

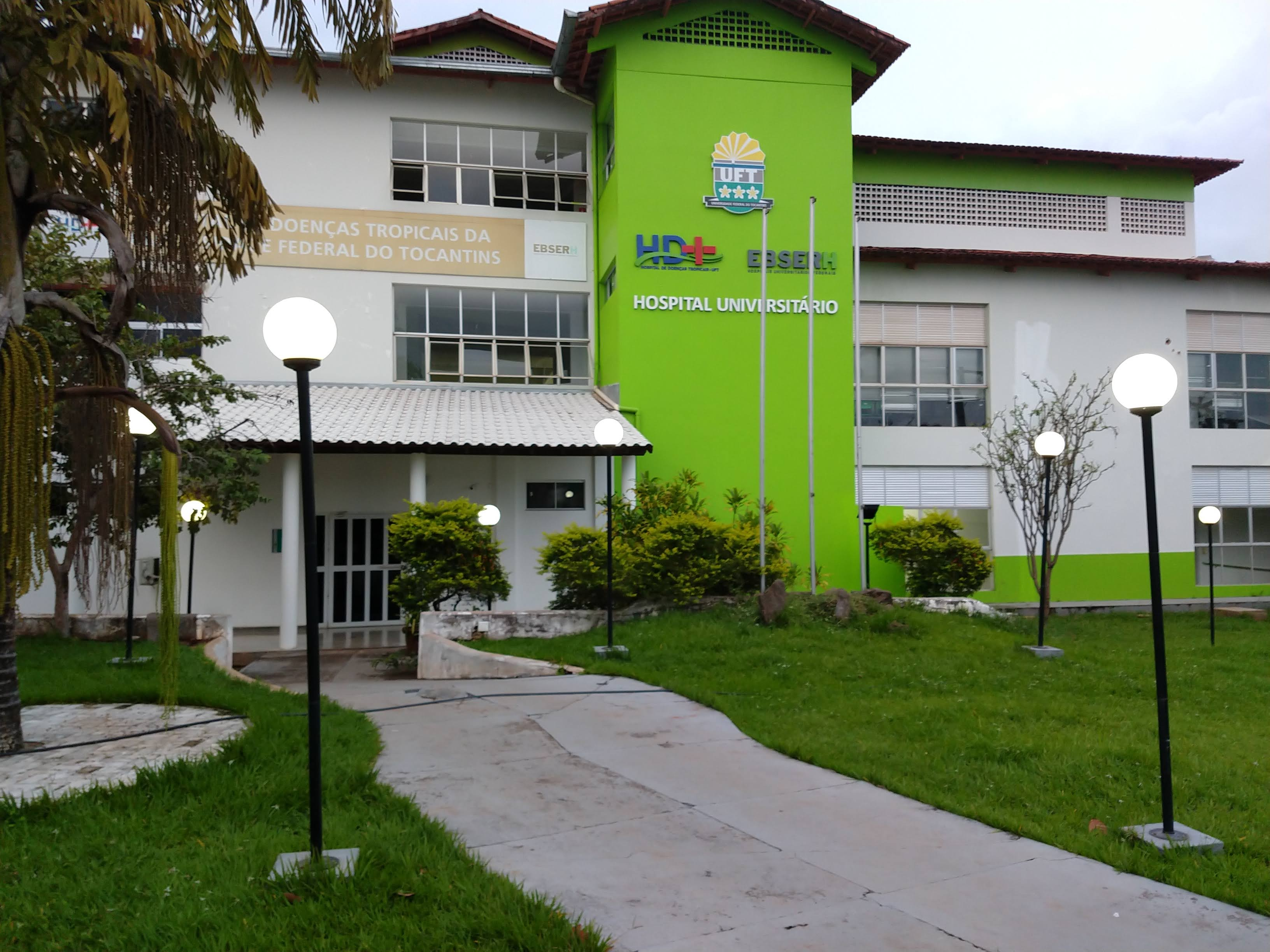
Hospital Universitário de Doenças Tropicais de Araguaína, um dos polos de ensino, pesquisa e extensão da UFNT, ainda com a identificação visual da UFT, em março de 2020.

A tradição histórica da UFNT inicia-se com a "Faculdade de Educação, Ciências e Letras de "Araguaína" (Facila), criada pela lei estadual nº 9.470, de 11 de julho de 1984. Passou a existir já ofertando os cursos de letras, história, geografia, estudos sociais e ciências. Foi absorvida inicialmente pela Universidade Estadual do Tocantins (Unitins) até que, em 2003, sua estrutura foi repassada a Universidade Federal do Tocantins (UFT).
Propostas de criação de uma universidade autônoma ao norte do estado do Tocantins permeavam as principais discussões regionais sobre educação, porém nunca tinham forças para tornar-se projeto parlamentar. Porém, estudos encomendados ao ministro da educação Aloizio Mercadante permitiram o envio do projeto de lei nº 5274/2016 à Câmara dos Deputados, em maio de 2016, de autoria do executivo de Dilma Rousseff, propondo a criação de uma nova universidade no estado a partir do desmembramento dos campi da UFT de Araguaína e Tocantinópolis.
Após tramitar por todas as comissões legislativas, a proposição tornou-se a lei nº 13.856, de criação da "Universidade Federal do Norte do Tocantins" (UFNT), sancionada em 8 de julho de 2019 pelo presidente Jair Bolsonaro, tornando-se vigente somente a partir de 9 de julho de 2019, com sua publicação no Diário Oficial da União.
Mesmo já criada oficialmente, somente tornou-se efetiva após a nomeação do professor-doutor em geografia Airton Sieben como reitor pro-tempore, em 9 de julho de 2020. Sieben terá a missão de promover a transição entre a UFT e a UFNT.

## Infraestrutura
A UFNT está estruturada sob um modelo multicampi distribuído da seguinte forma:
- Campus Sede (Araguaína), composto por quatro unidades: Centro de Ciências Integradas (Unidade Cimba), localizado no Setor Cimba; a Escola de Medicina Veterinária e Zootecnia (Unidade EMVZ), localizada no Km 112 da BR-153; o Centro de Ciências da Saúde (Unidade CCS), no bairro de Fátima, e; o Hospital Universitário de Doenças Tropicais de Araguaína (HDT-UFNT), localizado no Setor Anhanguera, todas no município de Araguaína.
- Campus Tocantinópolis, composto por duas unidades: a unidade Centro, localizada no bairro Céu Azul, e a unidade Babaçu, localizada na Vila Santa Rita, todas no município de Tocantinópolis.

Há previsão de ampliação da UFNT para os municípios de Xambioá e Guaraí.